# Saintry-sur-Seine
Saintry-sur-Seine és un municipi francès, situat al departament de l'Essonne i a la regió de Illa de França. L'any 2007 tenia 5.190 habitants.
Forma part del cantó d'Épinay-sous-Sénart i del districte d'Évry. I des del 2016 de la Comunitat d'aglomeració Grand Paris Sud Seine-Essonne-Sénart.

## Demografia

### Població
El 2007 la població de fet de Saintry-sur-Seine era de 5.190 persones. Hi havia 1.859 famílies, de les quals 325 eren unipersonals (165 homes vivint sols i 160 dones vivint soles), 635 parelles sense fills, 793 parelles amb fills i 106 famílies monoparentals amb fills.
La població ha evolucionat segons el següent gràfic:
Habitants censats

### Habitatges
El 2007 hi havia 1.978 habitatges, 1.895 eren l'habitatge principal de la família, 24 eren segones residències i 58 estaven desocupats. 1.765 eren cases i 210 eren apartaments. Dels 1.895 habitatges principals, 1.613 estaven ocupats pels seus propietaris, 245 estaven llogats i ocupats pels llogaters i 37 estaven cedits a títol gratuït; 27 tenien una cambra, 72 en tenien dues, 221 en tenien tres, 459 en tenien quatre i 1.115 en tenien cinc o més. 1.541 habitatges disposaven pel capbaix d'una plaça de pàrquing. A 736 habitatges hi havia un automòbil i a 1.053 n'hi havia dos o més.

### Piràmide de població
La piràmide de població per edats i sexe el 2009 era:
| Homes | Edats   | Dones |
| ----- | ------- | ----- |
| 0     | 95 o +  | 28    |
| 4     | 90 a 94 | 12    |
| 12    | 85 a 89 | 24    |
| 24    | 80 a 84 | 40    |
| 28    | 75 a 79 | 56    |
| 88    | 70 a 74 | 48    |
| 80    | 65 a 69 | 128   |
| 112   | 60 a 64 | 96    |
| 180   | 55 a 59 | 164   |
| 204   | 50 a 54 | 216   |
| 196   | 45 a 49 | 228   |
| 240   | 40 a 44 | 208   |
| 164   | 35 a 39 | 196   |
| 112   | 30 a 34 | 176   |
| 116   | 25 a 29 | 108   |
| 164   | 20 a 24 | 128   |
| 196   | 15 a 19 | 212   |
| 180   | 10 a 14 | 248   |
| 188   | 5 a 9   | 164   |
| 112   | 0 a 4   | 112   |

## Economia
El 2007 la població en edat de treballar era de 3.490 persones, 2.544 eren actives i 946 eren inactives. De les 2.544 persones actives 2.382 estaven ocupades (1.241 homes i 1.141 dones) i 162 estaven aturades (71 homes i 91 dones). De les 946 persones inactives 326 estaven jubilades, 415 estaven estudiant i 205 estaven classificades com a «altres inactius».

### Ingressos
El 2009 a Saintry-sur-Seine hi havia 1.887 unitats fiscals que integraven 5.196 persones, la mediana anual d'ingressos fiscals per persona era de 25.873 €.

### Activitats econòmiques
Dels 171 establiments que hi havia el 2007, 3 eren d'empreses extractives, 1 d'una empresa alimentària, 4 d'empreses de fabricació d'altres productes industrials, 28 d'empreses de construcció, 33 d'empreses de comerç i reparació d'automòbils, 16 d'empreses de transport, 8 d'empreses d'hostatgeria i restauració, 11 d'empreses d'informació i comunicació, 6 d'empreses financeres, 5 d'empreses immobiliàries, 25 d'empreses de serveis, 21 d'entitats de l'administració pública i 10 d'empreses classificades com a «altres activitats de serveis».
Dels 44 establiments de servei als particulars que hi havia el 2009, 1 era una oficina de correu, 5 tallers de reparació d'automòbils i de material agrícola, 6 paletes, 5 guixaires pintors, 2 fusteries, 4 lampisteries, 7 electricistes, 3 empreses de construcció, 3 perruqueries, 3 restaurants, 2 agències immobiliàries i 3 salons de bellesa.
Dels 5 establiments comercials que hi havia el 2009, 1 era una botiga de més de 120 m², 1 una botiga de menys de 120 m², 1 una llibreria, 1 una botiga de mobles i 1 una botiga de material de revestiment de parets i terra.

## Equipaments sanitaris i escolars
Els 2 equipaments sanitaris que hi havia el 2009 eren farmàcies.
El 2009 hi havia 2 escoles maternals i 1 escola elemental.

## Poblacions més properes
El següent diagrama mostra les poblacions més properes.